# Pedaparupudi
Pedaparupudi là một trong 50 mandal thuộc huyện Krishna, bang Andhra Pradesh.